# The Prisoner of Zenda (1937)
The Prisoner of Zenda is een Amerikaanse avonturenfilm uit 1937 geregisseerd door John Cromwell en W.S. Van Dyke met in de hoofdrollen Ronald Colman en Douglas Fairbanks jr. De film is gebaseerd op het boek The Prisoner of Zenda geschreven door Anthony Hope. In 1999 werd de film opgenomen in de National Film Registry.
In 1952 werd er een nieuwe versie van de film gemaakt: The Prisoner of Zenda (Richard Thorpe).

## Verhaal
De Engelsman Rudolph Rassendyll bezoekt Strelsau, de hoofdstad van Ruritanië, een denkbeeldige staat in Centraal-Europa. Hij begrijpt maar niet dat de lokale bevolking hem aanstaart en blijft aanstaren. Als kolonel Zapt en kapitein Fritz von Tarlenheim hem tot bij Rudolf V leiden beseft hij dat hij als twee druppels gelijkt op de man die de volgende dag tot koning gekroond zal worden.

## Rolverdeling
| Acteur                | Personage                                 |
| --------------------- | ----------------------------------------- |
| Ronald Colman         | majoor Rudolf Rassendyll / Rudolf V       |
| Madeleine Carroll     | prinses Flavia                            |
| C. Aubrey Smith       | kolonel Zapt                              |
| Raymond Massey        | hertog Michael, de halfbroer van Rudolf V |
| Mary Astor            | Antoinette de Mauban                      |
| David Niven           | kapitein Fritz von Tarlenheim             |
| Douglas Fairbanks jr. | Rupert of Hentzau                         |
| Montagu Love          | Detchard, een van Michael's handlangers   |